# Михайло Мишка-Холоневський
Михайло Мишка-Холоневський гербу Корчак — дрібний волинський шляхтич, урядник Речі Посполитої, київський підвоєвода. Представник роду Мишок.

## З життєпису
Після того, як Томаш Замойський отримав посаду київського воєводи (його урочистий «в'їзд» відбувся в жовтні 1619), мав надію утримати за собою посаду (уряд), яку отримав у 1609 р. за протекції Станіслава Жолкевського. Новий воєвода, певне, знав про фінансові махінації під час перебування на посаді Мишки-Холоневського, тому замінив його своєю надійнішою людиною. Київський возний генерал Павло Гуторович у справі Криштофа Немирича зазначив, що підвоєвода Мишка-Холоневський залишив в'язня закутим у кайдани в замковій в'язниці без належної охорони.
За рішенням сейму 1613 року — комісар щодо розмежування кордонів Київського воєводства.